# Gul Dev
Gul Mustafa Dev (ur. 24 maja 1963) – indyjski narciarz alpejski. Olimpijczyk z Calgary 1988.
W 1988 roku niespodziewanie wygrał zawody kwalifikacyjne do igrzysk, zorganizowane przez indyjską federację olimpijską, rozegrane w Gulmarg w stanie Dżammu i Kaszmir. Na igrzyskach startował w slalomie specjalnym, gdzie został zdyskwalifikowany. Po powrocie z igrzysk w związku z kolejną wojną w Kaszmirze przerwał karierę sportową. Od 1993 roku pracował jako instruktor narciarstwa. W 2004 roku został trenerem narodowej drużyny juniorów na mistrzostwach Azji w narciarstwie.